# 狹喙龍屬

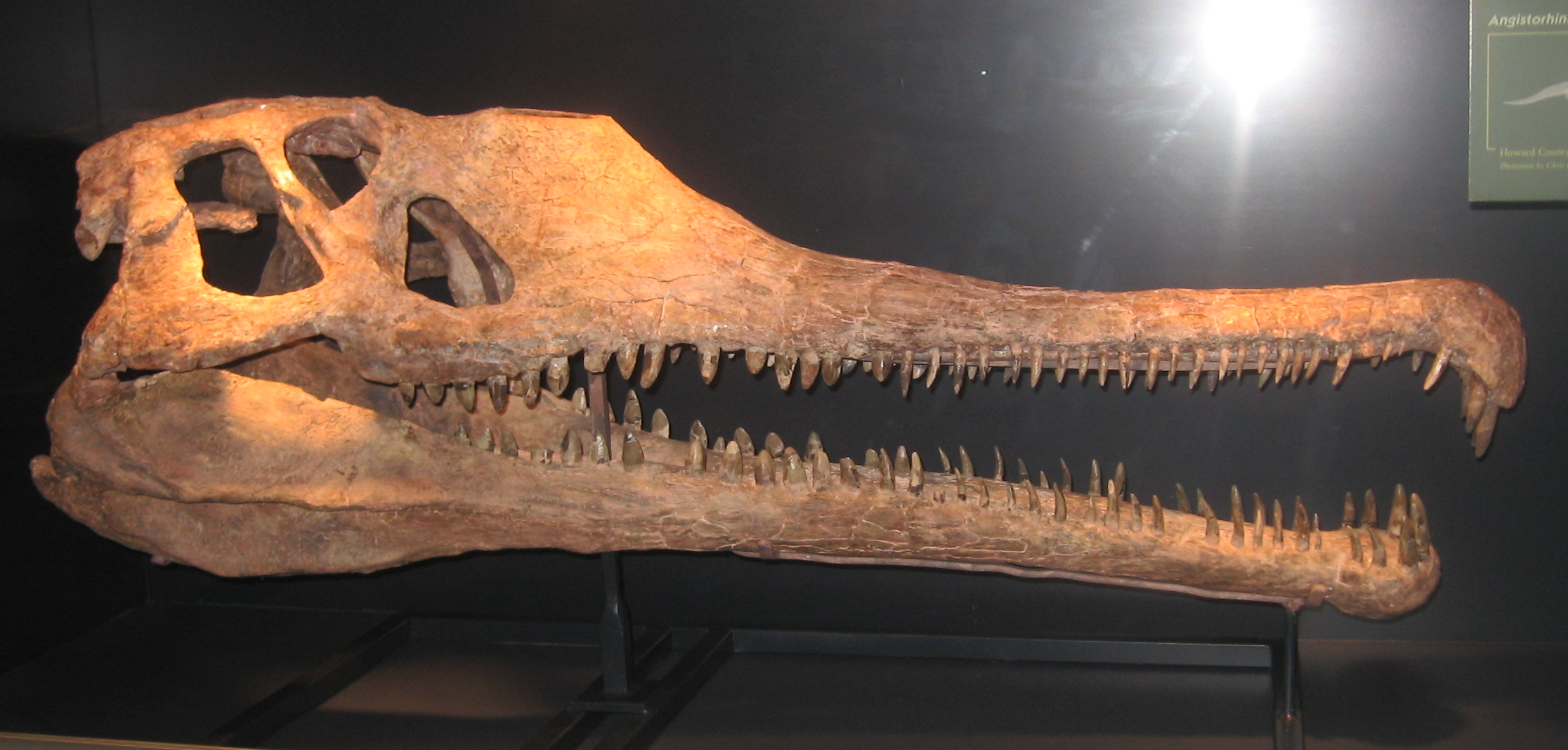
狹喙龍的頭骨

狹喙龍屬（學名：Angistorhinus）是植龍目的一屬，生存於三疊紀晚期的北非。是在1914年由M. G. Mehl所敘述、命名。屬名意為「長的喙」或「鉤狀喙」，意指狹喙龍的狹長口鼻部、或是鉤狀的上頜末端。